# Zichy Antal
Zicsi és zajki Zichy Antal (Zala, 1823. november 7. – Budapest, 1898. május 19.) a magyar főrendiház, a Kisfaludy Társaság tagja, a Magyar Tudományos Akadémia tiszteleti tagja, az Országos Képzőművészeti Társaság választmányi tagja, Zichy Mihály festőművész bátyja.

## Élete
Az ősrégi Zichy család köznemesi ágához tartozott, amely a zicsi és zajki nemesi előneveket használta. 1823. november 7-én született a Somogy vármegyei Zalában. Szülei zicsi és zajki Zichy Sándor (1797–1843), édesanyja, tábodi Eperjessy Julianna (1803–1887) volt. Apai nagyszülei zicsi és zajki Zichy Mihály (1758–1818) táblabíró, Moson vármegye alispánja, földbirtokos és nemes Fischer Jozefa (1768–1843) voltak. Anyai nagyszülei, tábodi Eperjessy Gábor (1770–1809) földbirtokos és sümegi Bene Borbála (1779–1827) voltak. A gimnáziumot a veszprémi piaristáknál, a jogot a pesti egyetemen végezte. Patvarista volt Szentkirályi Mór, akkori pest-vármegyei alispán, majd Somsich Pál országgyűlési követ mellett az 1843–44. évi országgyűlés idején.
Az 1847–48-as országgyűlés nyilvános pályája kezdetén – mint Moson vármegye aljegyzőjét és tiszti ügyészét – érte, amikor országgyűlési képviselővé választották. Ebben az időben kezdte meg írói működését is kisebb lírai költeményekkel és hírlapi cikkekkel az Életképekben, Honderűben. 1848 végén elkísérte az országgyűlést Debrecenbe is a békepárt tagjaként. Itt a Jókai Mór szerkesztette Esti Lapok munkatársa volt. A szabadságharc után haditörvényszék elé állították, majd Somogy vármegyébe került.
1860-tól mint Somogy vármegye jegyzője, majd 1861-ben mint a tabi kerület országgyűlési képviselője lépett fel ismét a közéletben, és publicisztikai valamint szépirodalmi működését is újult erővel kezdte meg. A Pesti Naplóba írt vezércikkei, valamint röpiratai hozzájárultak közjogi kérdések tisztázásához.
A rövid politikai szünet alatt jogi és történelmi tanulmányai eredményét foglalta össze. Emellett dolgozott Csengery Budapesti Szemléjébe és Arany János Koszorújába, Kemény Zsigmond Pesti Naplójába stb. A Kisfaludy Társaság 1866-ban, az Akadémia 1870. május 25-én levelező, majd 1877. május 24-én tiszteleti tagjává választotta.
Az 1865–68. évi országgyűlés igen tevékeny tagjaként gyakran volt bizottsági előadó. Az első delegációban is részt vett. Egyik alkotója volt a népoktatási törvénynek, majd mint tanfelügyelő a fővárosban életbe is léptette azt. Szülőföldjének, a tabi választókerületnek kétszeri képviselete után még Pápa és Sopron város országgyűlési képviselőjeként is részt vállalt a politikában, a később feloszlott törvényelőkészítő bizottság tagjaként is dolgozott. 1891-ben a felsőház tagjává választották, s onnantól kezdve ott tevékenykedett.
Majdnem állandó tagja volt az MTA Teleki-féle drámabíráló bizottságának, Hunfalvy Pál halála után pedig az Akadémia I. osztályának elnöke. Hosszú időn át foglalkozott a Széchenyi-irodalommal. 1898. május 19-én Budapesten hunyt el. Vagyona egy részét emberbaráti és tudományos célokra hagyta.
Cikkeit és egyéb munkáit felsorolja a Magyar Tudományos Akadémia Almanachja és kiadványainak jegyzéke; cikkeit és munkáiról szóló kritikákat az Egyetemes Philologiai Közlönynek Hellebrant által közölt Irodalomtörténeti repertóriuma.

## Házassága és gyermekei
Feleségül vette nemeskéri Tomsics Juliannát (1822-1851), házasságukból gyermekük nem érte meg a felnőttkort.

## Művei

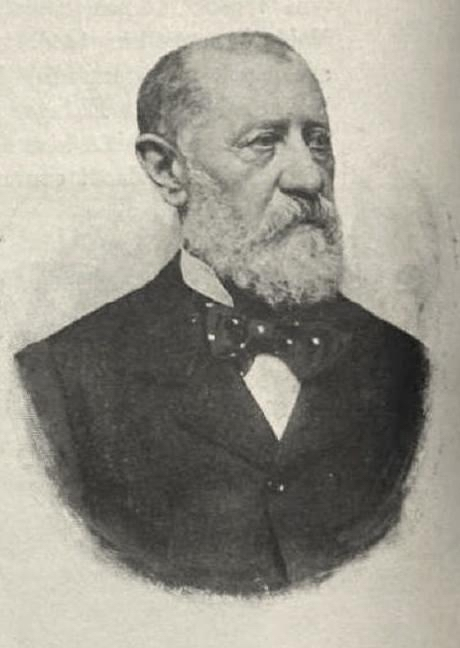
Zichy Antal, 1897

- A kérdéshez. Pest, 1861 Online (Ugyanabban az évben Bécsben is megjelent "Zur ungarischen Frage" címmel; Online)
- Beszéde, melyet országgyűlési képviselővé választása alkalmából választóihoz Tabon, márcz. 23. 1861. tartott. Pest, 1861
- Országgyűlési beszéde. Pest, 1861 (Királyi Pál beszédével együtt)
- Magyar szabadelvű conservativ politika. Pest, 1862
- Országgyűlési beszéde. Pest, 1865
- Strafford. Tragédia az angol történetből. Pest, 1865
- Stuart Mária Skóthonban. Korrajz 4 szakaszban. Pest, 1865 (Nemzeti Színház könyvtára. 71.) Pest, 1875)
- Országgyűlési beszéde, amit Pesten a képviselőházban 1861. május 28-án tartott. Pest, 1865
- Csonka ministerium mint közvetítő. Pest, 1866
- Anglia története a forradalomig. Pest, 1866
- Cromwell vagy a nagyság átka. Történeti szomorújáték öt felvonásban. Pest, 1866 (Az 1865. pályázat alkalmával a Teleki-díjjal jutalmazott)
- Az angol forradalom története. Pest, 1867
- A szónoklatról. Székfoglaló értekezés a Kisfaludy Társaságban, 1868. febr. 26. Pest, 1868
- Q. Horatius Szatirái (Ethikai tanulmány.) Pest, 1871 (Értekezések a Nyelv- és Széptud. köréből II. 6.)
- A tanítókról. Budapest, 1875 (különnyomat a Nemzeti Hírlapból)
- Gróf Széchenyi István mint paedagog. Budapest. 1875
- Anglia története, II. Jakab trónralépte óta (Macaulay) Ford. Csengery Antal, a III. kötettől Zichy. Budapest, 1875-77
- Zichy Antal elbeszélései. Budapest, 1877 (Olcsó könyvtár 36. Új folyam 74-5, 1895)
- Bölcs Náthán. Drámai Költemény öt felvonásban. Írta Lessing. Ford. Pest, 1878 (és Olcsó Könyvtár 72. Új folyam 165-8. 1895)
- Lessing. Székfoglaló. Budapest, 1878 (Értekezések a Nyelv- és Széptud. kör. 3.)
- Eszmék, adatok, adomák gróf Széchenyi István naplójából. Budapest, 1880
- Gróf Széchenyi István naplói. Adalék a nagy hazafi jellemrajzához. Budapest, 1884
- Programmbeszéde Sopron választóihoz. Budapest, 1884
- Széchenyi István naplói. Budapest, 1884 (Sz. I. gr. munkái. I. Bevezetéssel és jegyzetekkel ellátta)
- Gróf Széchenyi István beszédei. Budapest, 1887 (Sz. I. munk. II.)
- Emlékbeszéd báró Eötvös Józsefről. Budapest, 1888
- Emlékbeszéd Fábián Gábor felett. Budapest, 1888 (Akad. Emlékbeszédek V. 1.)
- Psychiatria és politika. Pest, 1890 (Értekezések a nyelv- és széptud. kör. XV. 5.)
- Gróf Széchenyi István külföldi úti rajzai és följegyzései. Budapest, 1890 (Sz. I. munk. V.) Online
- Egy szó a közigazgatási reform ellen. Budapest, 1891
- Széchenyi hirlapi czikkei. Budapest, 1893–94 (Sz. I. munk. VII. VIII.)
- Széchenyi levelei szülőihez. Budapest, 1896 (Sz. I. munk. IX.)
- Gr. Széchenyi I. életrajza. Budapest, 1896–97 (M. T. Életr. XII-XIII.)

## Szakirodalom
- Vutkovich Album 304
- Szinnyei Repertoriuma
- Petrik Bibliographiája, Könyvészete
- Kiszlingstein Könyvészete
- Sturm Orsz. Almanachjai
- Magyar Szellemi élet. 1892 (arcképek)
- M. Irók és Művészek 1894
- Vasárnapi Ujság 1898. 23., 24.
- A Pallas nagy lexikona XVI. 1148., XVIII. 826. l.
- Néptanitók Lapja. 1898. 24., 50. sz.
- Akadémiai Értesítő 1898. 317. l.